# Liste der Baudenkmäler in Aachen-Mitte (S–Z)
Die Liste der Baudenkmäler in Aachen-Mitte (S–Z) enthält die denkmalgeschützten Bauwerke auf dem Gebiet des Stadtbezirks Aachen-Mitte in Nordrhein-Westfalen (Stand: 25. April 2024). Diese Baudenkmäler sind in der Denkmalliste der Stadt Aachen eingetragen; Grundlage für die Aufnahme ist das Denkmalschutzgesetz Nordrhein-Westfalen (DSchG NRW).

## Denkmäler
| Bild                                                                            | Bezeichnung                                                                     | Lage                                                        | Beschreibung | Bauzeit                                                           | Eingetragen seit   | Denkmal- nummer  |
| ------------------------------------------------------------------------------- | ------------------------------------------------------------------------------- | ----------------------------------------------------------- | --- | ----------------------------------------------------------------- | ------------------ | ---------------- |
| Schule                                                                          | Schule                                                                          | Saarstraße 66 Karte                                         | |                                                                   |                    |                  |
| Wohnhäuser                                                                      | Wohnhäuser                                                                      | Saarstraße 78, 80–82 Karte                                  | |                                                                   |                    |                  |
| Wohnhaus                                                                        | Wohnhaus                                                                        | Saarstraße 86 Karte                                         | |                                                                   |                    |                  |
| Wohnhaus                                                                        | Wohnhaus                                                                        | Saarstraße 88 Karte                                         | |                                                                   |                    |                  |
| Wohnhaus                                                                        | Wohnhaus                                                                        | Saarstraße 90 Karte                                         | |                                                                   |                    |                  |
| Wohnhaus                                                                        | Wohnhaus                                                                        | Saarstraße 98 Karte                                         | |                                                                   |                    |                  |
| Wohnhäuser                                                                      | Wohnhäuser                                                                      | Saarstraße 100, 102 Karte                                   | |                                                                   |                    |                  |
| weitere Bilder                                                                  | Klosterkirche der Oblaten; gestiftet von Ludwig dem Frommen                     | Salvatorberg 1 Karte                                        | neuromanisch wiederhergestellt durch Stadtbaumeister Joseph Laurent | 9. Jh; Neubau 1883–1885                                           |                    |                  |
| Schulgebäude VHS Aachen                                                         | Schulgebäude VHS Aachen                                                         | Sandkaulbach 13–15 Karte                                    | | 1889                                                              |                    |                  |
| Handwerkskammer Aachen                                                          | Handwerkskammer Aachen                                                          | Sandkaulbach 17–21 Karte                                    | |                                                                   |                    |                  |
| Wohn- / Geschäftshaus                                                           | Wohn- / Geschäftshaus                                                           | Sandkaulstraße 46 Karte                                     | |                                                                   |                    |                  |
| Wohnhaus                                                                        | Wohnhaus                                                                        | Sandkaulstraße 53 Karte                                     | Architekt: Arnold Königs; viergeschossiges dreiachsiges Haus mit zweigeschossigen Mittelerker, einen Balkon und eine Putzfassade | 1905                                                              |                    |                  |
| Wohn- / Geschäftshaus                                                           | Wohn- / Geschäftshaus                                                           | Sandkaulstraße 60 Karte                                     | |                                                                   |                    |                  |
| Wohnhaus (Teile)                                                                | Wohnhaus (Teile)                                                                | Sandkaulstraße 63 Karte                                     | straßenseitige Fassade und straßenseitiges Dach |                                                                   |                    |                  |
| Wohnhaus                                                                        | Wohnhaus                                                                        | Sandkaulstraße 66–68 Karte                                  | |                                                                   |                    |                  |
| Wohnhaus                                                                        | Wohnhaus                                                                        | Sandkaulstraße 67 Karte                                     | |                                                                   |                    |                  |
| weitere Bilder                                                                  | Kath. Pfarrkirche St. Josef; Grabeskirche                                       | St. Josefs-Platz Karte                                      | | 1894–1898                                                         |                    |                  |
| Wohnhäuser                                                                      | Wohnhäuser                                                                      | Scheibenstraße 12–14 Karte                                  | |                                                                   |                    |                  |
| Verwaltungsgebäude                                                              | Verwaltungsgebäude                                                              | Scheibenstraße 16 Karte                                     | |                                                                   |                    |                  |
| Hochbunker                                                                      | Hochbunker                                                                      | Scheibenstraße Karte                                        | Dreigeschossiger Hochbunker mit Flachdach als Stahlbetonkonstruktion in Massivbauweise. Architekt: Wilhelm Schmitz-Gilles, Ausführung Derichs & Konertz mit Kriegsgefangenen des Baubataillons 35. Er unterstand dem Amt für Zivilschutz und war noch bis 1989 in Betrieb. | 1941–1943                                                         |                    |                  |
| Wohnhaus                                                                        | Wohnhaus                                                                        | Schildstraße 7 Karte                                        | |                                                                   |                    |                  |
| Wohnhaus                                                                        | Wohnhaus                                                                        | Schildstraße 11 Karte                                       | |                                                                   |                    |                  |
| Wohnhaus                                                                        | Wohnhaus                                                                        | Schildstraße 13 Karte                                       | |                                                                   |                    |                  |
| Wohnhäuser (Teile)                                                              | Wohnhäuser (Teile)                                                              | Schildstraße 12, 14 Karte                                   | |                                                                   |                    |                  |
| Wohnhaus                                                                        | Wohnhaus                                                                        | Schildstraße 18 Karte                                       | |                                                                   |                    |                  |
| Wohnhaus                                                                        | Wohnhaus                                                                        | Schildstraße 25 Karte                                       | |                                                                   |                    |                  |
| Wohnhäuser                                                                      | Wohnhäuser                                                                      | Schillerstraße 63, 65, 67, 69, 71 Karte                     | erbaut nach Plänen von Joseph Bresser | 1908                                                              |                    |                  |
| Reiff-Museum inkl. Rokoko-Portal im Raum R229                                   | Reiff-Museum inkl. Rokoko-Portal im Raum R229                                   | Schinkelstraße 1–3 Karte                                    | erbaut als testamentarisches Vermächtnis von Franz Reiff | zw. 1902–1905                                                     |                    |                  |
| Rogowski-Institut                                                               | Rogowski-Institut                                                               | Schinkelstraße 2, 4–6 Karte                                 | Architekt: Erwin Knopp im Stil der Neuen Sachlichkeit Dreigeschossiger Längstrakt mit Sockelgeschoss in acht Achsen, Haupteingang mit vorgelagerter Treppe und auskragendem Regenschutz. Zweigeschossiger Quertrakt in drei Achsen, verputztes Mauerwerk, Flachdach. Originalausstattungsstücke im Innern: rückwärtige Eingangstür, Windfang und Treppenhaustrennungstüren im Sockelgeschoss, Treppenhaustrennungstüren im Erdgeschoss sowie gekachelter Handlauf im Treppenhaus.                         | 1925–1929                                                         |                    |                  |
| Wohnhaus                                                                        | Wohnhaus                                                                        | Schmiedstraße 2 Karte                                       | |                                                                   |                    |                  |
| Wohn- / Geschäftshaus                                                           | Wohn- / Geschäftshaus                                                           | Schmiedstraße 6 Karte                                       | |                                                                   |                    |                  |
| Wohnhaus                                                                        | Wohnhaus                                                                        | Schmiedstraße 9 Karte                                       | |                                                                   |                    |                  |
| Wohnhaus                                                                        | Wohnhaus                                                                        | Schützenstraße 2 Karte                                      | |                                                                   |                    |                  |
| Wohnhäuser                                                                      | Wohnhäuser                                                                      | Schützenstraße 12, 14 Karte                                 | |                                                                   |                    |                  |
| Wohnhaus (Teile)                                                                | Wohnhaus (Teile)                                                                | Schützenstraße 17 (Teile), 19 Karte                         | |                                                                   |                    |                  |
| Wohnhaus                                                                        | Wohnhaus                                                                        | Schützenstraße 23 Karte                                     | |                                                                   |                    |                  |
| Wohnhaus                                                                        | Wohnhaus                                                                        | Schumacherstraße 1 Karte                                    | |                                                                   |                    |                  |
| Wohnhaus                                                                        | Wohnhaus                                                                        | Schumacherstraße 6 (Teile) Karte                            | |                                                                   |                    |                  |
| Wohnhaus (Teile)                                                                | Wohnhaus (Teile)                                                                | Schumacherstraße 7 Karte                                    | |                                                                   |                    |                  |
| Wohnhaus                                                                        | Wohnhaus                                                                        | Schumacherstraße 8 Karte                                    | |                                                                   |                    |                  |
| Wohnhaus                                                                        | Wohnhaus                                                                        | Schumacherstraße 9 Karte                                    | |                                                                   |                    |                  |
| Wohnhäuser                                                                      | Wohnhäuser                                                                      | Sedanstraße 1, 3, 5, 7 Karte                                | |                                                                   |                    |                  |
| Wohnhäuser                                                                      | Wohnhäuser                                                                      | Sedanstraße 9, 11 Karte                                     | |                                                                   |                    |                  |
| Wohnhäuser                                                                      | Wohnhäuser                                                                      | Sedanstraße 13, 15, 17, 19 Karte                            | |                                                                   |                    |                  |
| Wohnhäuser                                                                      | Wohnhäuser                                                                      | Sedanstraße 16, 18 Karte                                    | |                                                                   |                    |                  |
| Wohnhäuser                                                                      | Wohnhäuser                                                                      | Sedanstraße 23, 25, 27 Karte                                | |                                                                   |                    |                  |
| Wohnhäuser                                                                      | Wohnhäuser                                                                      | Sedanstraße 24, 26, 28 Karte                                | |                                                                   |                    |                  |
| Wohnhäuser                                                                      | Wohnhäuser                                                                      | Sedanstraße 32, 34, 36 Karte                                | |                                                                   |                    |                  |
| Capitol-Kino                                                                    | Capitol-Kino                                                                    | Seilgraben 8 Karte                                          | |                                                                   |                    |                  |
| Wohnhaus                                                                        | Wohnhaus                                                                        | Seilgraben 16–18 Karte                                      | |                                                                   |                    |                  |
| Wohnhaus (Teile)                                                                | Wohnhaus (Teile)                                                                | Seilgraben 32 Karte                                         | „Haus am Pley“; translozierte Blausteingewände aus dem 18. Jh. aus dem 1943 zerstörten benachbarten Couvenbau Hauses Fey, Neubau im Couvenstil entspricht nicht dem Vorgängerbau | 1949                                                              |                    |                  |
| Rampe und Gitter                                                                | Rampe und Gitter                                                                | Seilgraben, neben Nr. 34 Karte                              | Eingangsbereich des ehemaligen „Hauses Fey“ |                                                                   |                    |                  |
| Wohngebäude                                                                     | Wohngebäude                                                                     | Sigmundstraße 9–17 Karte                                    | |                                                                   |                    |                  |
| Wohngebäude                                                                     | Wohngebäude                                                                     | Sigmundstraße 22–24 Karte                                   | |                                                                   |                    |                  |
| „Gut Muffet“                                                                    | „Gut Muffet“                                                                    | Simpelvelder Straße 48 Karte                                | restaurierte ehemals vierflügelige Hofanlage in Backstein; davon erhalten das zweigeschossige Wohnhaus in 3:2 Achsen mit Blausteingewänden und Walmdach sowie ein stark verändertes Wirtschaftsgebäude, Umbaumaßnahmen im 20. Jh. durch Eigentümerfamilie Fritz Eller | 18./19. Jh.                                                       |                    |                  |
| Wohnhäuser                                                                      | Wohnhäuser                                                                      | Soerser Weg 24, 26 Karte                                    | |                                                                   |                    |                  |
| Wohnhaus (Teile)                                                                | Wohnhaus (Teile)                                                                | Spitzgäßchen 2 Karte                                        | Haus „Zur Mark“ mit Spitzgiebel und Blausteinfachwerk; 1954 vollständig restauriert, Architekt: Leo Hugot; zum Fischmarkt zweigeschossig aus Backstein mit Blaustein-Fachwerk, Schwebegiebel; Ostfassade zum Münsterplatz zweigeschossig in zwei Achsen in Backstein mit Blausteingewänden, Mansardstock. Portalbogen im seitlichen zum Spitzgässchen liegenden Teil stammt aus der 1965 abgetragenen Burg Lürken.                                                                                        | 1656                                                              |                    |                  |
| Wohnhaus                                                                        | Wohnhaus                                                                        | Steinkaulstraße 11 Karte                                    | |                                                                   |                    |                  |
| Wohnhaus (Teile)                                                                | Wohnhaus (Teile)                                                                | Steinkaulstraße 13 Karte                                    | |                                                                   |                    |                  |
| Wohnhäuser                                                                      | Wohnhäuser                                                                      | Steinkaulstraße 15, 17 Karte                                | |                                                                   |                    |                  |
| Wohnhäuser                                                                      | Wohnhäuser                                                                      | Steinkaulstraße 19, 21, 23 Karte                            | |                                                                   |                    |                  |
| Wohnhäuser (Teile)                                                              | Wohnhäuser (Teile)                                                              | Steinkaulstraße 16 (1), 16 (2), 16 (3) Karte                | |                                                                   |                    |                  |
| Wohnhaus                                                                        | Wohnhaus                                                                        | Steinkaulstraße 27 Karte                                    | |                                                                   |                    |                  |
| Wohnhaus; Geburtshaus Mies van der Rohe                                         | Wohnhaus; Geburtshaus Mies van der Rohe                                         | Steinkaulstraße 29 Karte                                    | |                                                                   |                    |                  |
| Wohnhäuser                                                                      | Wohnhäuser                                                                      | Steinkaulstraße 31, 33 Karte                                | |                                                                   |                    |                  |
| Wohnhaus                                                                        | Wohnhaus                                                                        | Steinkaulstraße 35 Karte                                    | |                                                                   |                    |                  |
| Wohnhaus                                                                        | Wohnhaus                                                                        | Steinkaulstraße 36 / Oberstr. 1 Karte                       | |                                                                   |                    |                  |
| Wohnhaus (Teile)                                                                | Wohnhaus (Teile)                                                                | Steinkaulstraße 37 Karte                                    | |                                                                   |                    |                  |
| Wohnhäuser                                                                      | Wohnhäuser                                                                      | Steinkaulstraße 40, 42 Karte                                | |                                                                   |                    |                  |
| Wohnhaus                                                                        | Wohnhaus                                                                        | Steinkaulstraße 41 Karte                                    | |                                                                   |                    |                  |
| Wohnhaus (Teile)                                                                | Wohnhaus (Teile)                                                                | Steinkaulstraße 44 Karte                                    | |                                                                   |                    |                  |
| Wohnhaus                                                                        | Wohnhaus                                                                        | Steinkaulstraße 52 Karte                                    | |                                                                   |                    |                  |
| BW                                                                              | Stellwerk R3 Aachen West                                                        | Schlottfelder Straße Karte                                  | |                                                                   |                    |                  |
| Wohnhaus                                                                        | Wohnhaus                                                                        | Stephanstraße 1 Karte                                       | |                                                                   |                    |                  |
| Wohnhäuser                                                                      | Wohnhäuser                                                                      | Stephanstraße 2 (Teile), 2a, 4 Karte                        | |                                                                   |                    |                  |
| Wohnhaus                                                                        | Wohnhaus                                                                        | Stephanstraße 8 Karte                                       | |                                                                   |                    |                  |
| Wohnhäuser                                                                      | Wohnhäuser                                                                      | Stephanstraße 9, 11, 13 Karte                               | |                                                                   |                    |                  |
| weitere Bilder                                                                  | Gebäude Aachener Augenheilanstalt                                               | Stephanstraße 16–20 Karte                                   | Architekt Eduard Linse | 1887/88                                                           |                    |                  |
| Wohnhäuser                                                                      | Wohnhäuser                                                                      | Stephanstraße 17, 19, 21 Karte                              | |                                                                   |                    |                  |
| Wohnhäuser                                                                      | Wohnhäuser                                                                      | Stephanstraße 22, 24–26 Karte                               | |                                                                   |                    |                  |
| Wohnhaus                                                                        | Wohnhaus                                                                        | Stephanstraße 25 Karte                                      | |                                                                   |                    |                  |
| Wohnhaus                                                                        | Wohnhaus                                                                        | Stephanstraße 37 Karte                                      | |                                                                   |                    |                  |
| Wohnhaus                                                                        | Wohnhaus                                                                        | Stephanstraße 40 Karte                                      | |                                                                   |                    |                  |
| Teil der Wohnsiedlung Panneschopp                                               | Teil der Wohnsiedlung Panneschopp                                               | Steubenstraße 1–11 Karte                                    | Siedlungsbau für Fabrikarbeiter und belgisches Militärpersonal | Weimarer Zeit                                                     |                    |                  |
| Teil der Wohnsiedlung Panneschopp                                               | Teil der Wohnsiedlung Panneschopp                                               | Steubenstraße 2–12 Karte                                    | Siedlungsbau für Fabrikarbeiter und belgisches Militärpersonal | Weimarer Zeit                                                     |                    |                  |
| Wohnhäuser                                                                      | Wohnhäuser                                                                      | Stiftstraße 2, 4 Karte                                      | |                                                                   |                    |                  |
| Wohnhaus (Teile)                                                                | Wohnhaus (Teile)                                                                | Stolberger Straße 32 Karte                                  | |                                                                   |                    |                  |
| Wohnhäuser                                                                      | Wohnhäuser                                                                      | Stolberger Straße 58, 60, 62 Karte                          | |                                                                   |                    |                  |
| Wohnhäuser                                                                      | Wohnhäuser                                                                      | Stolberger Straße 64, 66, 68, 70 Karte                      | |                                                                   |                    |                  |
| Teil der Wohnsiedlung Panneschopp                                               | Teil der Wohnsiedlung Panneschopp                                               | Stolberger Straße 72–80                                     | Siedlungsbau für Fabrikarbeiter und belgisches Militärpersonal | Weimarer Zeit                                                     |                    |                  |
| „Gut Panneschopp“                                                               | „Gut Panneschopp“                                                               | Stolberger Straße 102 Karte                                 | Zweigeschossiger weiß geschlämmte Bau mit fünf Achsen in Backstein und Blausteingewänden, Tür verändert | 18. Jh.                                                           |                    |                  |
| Hauptfeuerwache                                                                 | Hauptfeuerwache                                                                 | Stolberger Straße 155 Karte                                 | Funktionsbau im Stil des Beton brut mit sichtbaren Betonelementen und Trägern, Architekt: Rudolf Steinbach. 2015–2017 saniert. | 1961                                                              |                    |                  |
| Wohnhaus                                                                        | Wohnhaus                                                                        | Stolberger Straße 253 Karte                                 | |                                                                   |                    |                  |
| Wohnhaus                                                                        | Wohnhaus                                                                        | Stolberger Straße 257a Karte                                | |                                                                   |                    |                  |
| Wohnhaus (Teile)                                                                | Wohnhaus (Teile)                                                                | Stolberger Straße 259 Karte                                 | |                                                                   |                    |                  |
| Wohnhäuser                                                                      | Wohnhäuser                                                                      | Stolberger Straße 271, 273, 275 Karte                       | |                                                                   |                    |                  |
| Wohnhaus                                                                        | Wohnhaus                                                                        | Stolberger Straße 277 Karte                                 | |                                                                   |                    |                  |
| Wohnhaus                                                                        | Wohnhaus                                                                        | Stolberger Straße 283 Karte                                 | |                                                                   |                    |                  |
| Wohnhäuser                                                                      | Wohnhäuser                                                                      | Stromgasse 15, 17 Karte                                     | |                                                                   |                    |                  |
| Wohnhäuser                                                                      | Wohnhäuser                                                                      | Stromgasse 19, 21 Karte                                     | |                                                                   |                    |                  |
| Wohnhaus (Teile)                                                                | Wohnhaus (Teile)                                                                | Stromgasse 36 Karte                                         | |                                                                   |                    |                  |
| Wohnhaus (Teile)                                                                | Wohnhaus (Teile)                                                                | Stromgasse 41 Karte                                         | |                                                                   |                    |                  |
| Wohnhaus                                                                        | Wohnhaus                                                                        | Stromgasse 45 Karte                                         | |                                                                   |                    |                  |
| Wohnhaus                                                                        | Wohnhaus                                                                        | Stromgasse 52 Karte                                         | |                                                                   |                    |                  |
| Wohnhaus                                                                        | Wohnhaus                                                                        | Südstraße 2                                                 | 3-geschossig in 3 Achsen, Fassade verputzt mit Neurenaissance- und Neubarock-Schmuckformen, die OG durch eine Halbsäulenordnung bzw. durch eine Pilasterordnung gegliedert, Balkonkorb im 1. OG entfernt | 1876                                                              |                    |                  |
| Wohnhaus                                                                        | Wohnhaus                                                                        | Südstraße 2a Karte                                          | 3-geschossig in 3 Achsen, Mittelbalkon im 1. OG, Fassade verputzt mit spätklassizistischen Schmuckformen, Mansarddach, EG durch Ladeneinbau verändert | 1896/97                                                           |                    |                  |
| Wohnhaus                                                                        | Wohnhaus                                                                        | Südstraße 4 Karte                                           | 3-geschossig in 3 Achsen, 1-achsiger Mittelrisalit mit Balkon im 1. OG., Fassade verputzt mit spätklassizistischen Schmuckformen, EG zum Teil verändert, Mansarddach | 1875                                                              |                    |                  |
| Wohnhaus (Teile)                                                                | Wohnhaus (Teile)                                                                | Südstraße 5 Karte                                           | 4-geschossig in 3 Achsen, Klinker-Putz-Fassade, weiß geschlämmt mit Neurenaissance-Schmuckformen, im 1. OG Mittelbalkon mit erneuerter Brüstung, EG durch Ladeneinbau teilweise umgestaltet | 1896/97                                                           |                    |                  |
| Wohnhäuser                                                                      | Wohnhäuser                                                                      | Südstraße 11, 15, 17 Karte                                  | 4-geschossig in 3 Achsen, Fassade verputzt mit Neurenaissance-Schmuckformen (Nr. 11 u. 13) bzw. neobarocke (Nr. 15. u. 17), EG verändert. Nr. 13: Mittelbalkon im 1. OG entfernt; Nr. 15: Mittelbalkon im 1. OG mit erneuerter Balkonbrüstung | 1896–1999                                                         |                    |                  |
| Wohnhaus                                                                        | Wohnhaus                                                                        | Südstraße 13 Karte                                          | |                                                                   |                    |                  |
| Wohnhaus                                                                        | Wohnhaus                                                                        | Südstraße 27 Karte                                          | 4-geschossiges Eckhaus zur Beethovenstraße in 3:5 Achsen mit abgeschrägter Eckachse, deren Balkone im 1. und 2. OG entfernt sind, Fassaden verputzt, durch Risalite betont, mit Neurenaissance-Schmuckformen | 1900                                                              |                    |                  |
| Wohnhaus                                                                        | Wohnhaus                                                                        | Südstraße 29 Karte                                          | 3-geschossig in 2 Achsen, Klinker-Putz-Fassade mit Neurenaissance- und neubarocken Schmuckformen, rechts Achse verbreitert, übergiebelt und mit einem Erker mit Balkon versehen | 1900                                                              |                    |                  |
| Wohnhaus                                                                        | Wohnhaus                                                                        | Südstraße 31 Karte                                          | 3-geschossig in 2 Achsen, Klinker-Putz-Fassade mit Neurenaissance- und neubarocken Schmuckformen, rechts Achse verbreitert, übergiebelt und mit einem Erker mit Balkon versehen | 1900                                                              |                    |                  |
| Wohnhaus                                                                        | Wohnhaus                                                                        | Südstraße 39 Karte                                          | 4-geschossig in 3 Achsen, Mittelbalkon im 2. OG, im 1. OG Mittelbalkon entfernt, Fassade verputzt mit neubarocken Schmuckformen, EG verändert | 1899                                                              |                    |                  |
| Wohnhaus                                                                        | Wohnhaus                                                                        | Südstraße 43 Karte                                          | 4-geschossig in 4 Achsen, vor den breiten Mittelachsen ein 3-geschossiger Erker, Fassade verputzt und mit Schmuckformen der Zeit nach dem Jugendstil, Mansarddach | 1914                                                              |                    |                  |
| Wohnhaus                                                                        | Wohnhaus                                                                        | Südstraße 44 Karte                                          | 4-geschossig in 4 Achsen mit 2-geschossigem und 2-achsigem Mittelerker, Balkon, Fassade verputzt mit Schmuckformen der Zeit nach dem Jugendstil, Mansarddach, Bruchsteinsockel | 1914                                                              |                    |                  |
| Wohnhaus                                                                        | Wohnhaus                                                                        | Südstraße 46 Karte                                          | 4-geschossig in 3 Achsen, links ein 2-achsiger, 3 geschossiger Erker, Fassade verputzt mit Schmuckformen der Zeit nach dem Jugendstil, EG verändert, Mansarddach | 1912                                                              |                    |                  |
| Wohnhäuser                                                                      | Wohnhäuser                                                                      | Südstraße 47 Karte                                          | Nr. 47: 4-geschossig in 4 Achsen, die beiden Außenachsen risalitartig betont, übergiebelt und im 1. OG mit einem Erker versehen, Fassade verputzt mit Jugendstil-Schmuckformen, im EG zwei originale Ladeneinbauten; Nr. 49 | 1906                                                              |                    |                  |
| Wohnhaus                                                                        | Wohnhaus                                                                        | Südstraße 48 Karte                                          | | 1903                                                              |                    |                  |
| Wohnhaus                                                                        | Wohnhaus                                                                        | Südstraße 49 Karte                                          | 4-geschossig in 3 Achsen, an der übergiebelten Mittelachse ein 2-geschossiger Erker mit Balkon (erneuerte Brüstung), Fassade verputzt mit Schmuckformen der Zeit nach dem Jugendstil, im EG ein Ladeneinbau, Mansarddach | 1906                                                              |                    |                  |
| Wohnhäuser                                                                      | Wohnhäuser                                                                      | Südstraße 50, 52 Karte                                      | 4-geschossig in 3 Achsen, im 1. Obergeschoss 1-geschossiger Mittelerker mit Balkon, Fassade verputzt mit Schmuckformen des Neubarock | 1901                                                              |                    |                  |
| Wohnhaus                                                                        | Wohnhaus                                                                        | Südstraße 54 Karte                                          | 4-geschossig in drei Achsen, die breit angelegte Mittelachse mit einem 2-geschossigen Erker mit Balkon, Fassade verputzt mit Schmuckformen der Zeit nach dem Jugendstil, Mansarddach mit einem übergiebelten über der Mittelachse gelegenen Dacherker, EG verändert | 1914                                                              |                    |                  |
| Wohnhäuser                                                                      | Wohnhäuser                                                                      | Suermondtplatz 2, 3 (Teile) Karte                           | |                                                                   |                    |                  |
| Wohnhaus                                                                        | Wohnhaus                                                                        | Süsterfeldstraße 81 Karte                                   | Priesterhaus des Klosters vom Guten Hirten; Architekt Hermann Joseph Hürth | 1886/87                                                           |                    |                  |
| Wohnhaus                                                                        | Wohnhaus                                                                        | Süsterfeldstraße 99 Karte                                   | Zöglingshaus und Wäscherei des Klosters vom Guten Hirten; Architekt Hermann Joseph Hürth | 1886/87                                                           |                    |                  |
| weitere Bilder                                                                  | Gebäude Gut Kalkofen                                                            | Talbotstraße 33–35, 37 Karte                                | vierflügelige Wasserburg mit runden Wehrtürmen und zweigeschossigem Herrenhaus mit Mansarddach und Giebelaufbau; Umbau von 1750 bis 1753 durch Johann Joseph Couven zu einem Lustschloss mit Ziergarten und Parkanlage; nach Großbrand 1943 vereinfacht wiederhergestellt. | 1305; 1750–1753                                                   |                    |                  |
| Gebäude                                                                         | Gebäude                                                                         | Talstraße 1–29                                              | |                                                                   |                    |                  |
| Wohnhäuser (Teile)                                                              | Wohnhäuser (Teile)                                                              | Templergraben 4, 6, 8 Karte                                 | Die Fassaden Templergraben 6–8 wurden 1980/1981 zur Straßenverbreiterung um einige Meter zurückversetzt und dabei die Ausrichtung der Gebäude Templergraben 4–8 zueinander verändert. Altgebäude waren vor 1850 erbaut und wurden 1975 abgebrochen; heutige Gebäude dreigeschossig in drei Achsen, Backstein mit Blausteingewänden Erdgeschoss verändert, Holzkraggesims; Satteldach | 1981                                                              |                    |                  |
| Wohnhäuser                                                                      | Wohnhäuser                                                                      | Templergraben 10, 12, 14 Karte                              | |                                                                   |                    |                  |
| Wohnhaus                                                                        | Wohnhaus                                                                        | Templergraben 15a Karte                                     | |                                                                   |                    |                  |
| Wohnhäuser                                                                      | Wohnhäuser                                                                      | Templergraben 18, 20 Karte                                  | |                                                                   |                    |                  |
| Wohnhäuser (Teile)                                                              | Wohnhäuser (Teile)                                                              | Templergraben 19, 21, 23, 25 Karte                          | |                                                                   |                    |                  |
| Wohnhäuser                                                                      | Wohnhäuser                                                                      | Templergraben 33, 35, 37, 39a, 41, 43, 45, 47, 49, 51 Karte | |                                                                   |                    |                  |
| Wohnhäuser (Teile)                                                              | Wohnhäuser (Teile)                                                              | Templergraben 38, 40 Karte                                  | |                                                                   |                    |                  |
| Hotel, Restaurant                                                               | Hotel, Restaurant                                                               | Templergraben 42 Karte                                      | |                                                                   |                    |                  |
| Hauptgebäude der RWTH Aachen                                                    | Hauptgebäude der RWTH Aachen                                                    | Templergraben 55 Karte                                      | erbaut nach Plänen von Robert Ferdinand Cremer; wenige Monate später Erweiterung durch August von Kaven sowie 1938–1940 durch Otto Gruber | 1865–1870                                                         |                    |                  |
| Backsteingebäude der RWTH Aachen (Teile)                                        | Backsteingebäude der RWTH Aachen (Teile)                                        | Templergraben 86 Karte                                      | erbaut nach Plänen von Friedrich Joseph Ark als für die Tuchfabrik „Marx & Auerbach“ in Backsteinbauweise; 1956 als Instituts- und Verwaltungsgebäude umgebaut | 1861–1864                                                         |                    |                  |
| Teile der inneren Aachener Stadtmauer                                           | Teile der inneren Aachener Stadtmauer                                           | Templergraben hinter 92 Karte                               | | um 1200                                                           |                    |                  |
| Wohn- / Geschäftshaus                                                           | Wohn- / Geschäftshaus                                                           | Theaterplatz 7 Karte                                        | |                                                                   |                    |                  |
| Wohn- / Geschäftshaus (Teile)                                                   | Wohn- / Geschäftshaus (Teile)                                                   | Theaterplatz 10–12 Karte                                    | ehemaliges preußisches Telegraphenamt der Oberpostdirektion Aachen | 1889–1993                                                         |                    |                  |
| weitere Bilder                                                                  | Verwaltungsgebäude                                                              | Theaterplatz 14 Karte                                       | dreigeschossiger und 13achsiger klassizistischer Bau nach Plänen von Johann Peter Cremer, Tympanon von Helmuth Schepp 1953, von 1827 bis 1972 Sitz der Bezirksregierung Aachen, zwischenzeitlich von 1933 bis 1945 Sitz der Gestapo, heute u. a. Ort des Archivs der RWTH Aachen | 1827                                                              |                    |                  |
| weitere Bilder                                                                  | Theater Aachen                                                                  | Theaterplatz 19 Karte                                       | klassizistischer Bau nach Plänen von Johann Peter Cremer, mit Unterstützung durch Karl Friedrich Schinkel (Giebelfeld); Umbau 1900/1901 durch Heinrich Seeling | 1825                                                              |                    |                  |
| Bankhaus Suermondt                                                              | Bankhaus Suermondt                                                              | Theaterstraße 9 (Teile) Karte                               | dreigeschossiges und sechsachsiges Bankgebäude von Robert Suermondt, Architekt Eduard Linse, heute Direktionsgebäude einer Versicherung | 1900                                                              | 23. Juni 1982      | 05334002 A 00248 |
| weitere Bilder                                                                  | Wohn- / Geschäftshaus (Teile)                                                   | Theaterstraße 17 Karte                                      | dreieinhalbgeschossiger sechsachsiger Neorenaissancebau mit Werksteinfassade, errichtet von Max Hasak als Reichsbankgebäude; in den 1990er Jahren nach Plänen von Bernhard Paul umgebaut zu einem Café-Palast mit Wiener Flair | 1888                                                              |                    |                  |
| Wohn- / Geschäftshaus (Teile)                                                   | Wohn- / Geschäftshaus (Teile)                                                   | Theaterstraße 22 Karte                                      | |                                                                   |                    |                  |
| Wohn- / Geschäftshaus                                                           | Wohn- / Geschäftshaus                                                           | Theaterstraße 24–28 Karte                                   | erbaut von Dederichs als Verlagshaus für „Das politische Tagesblatt“ | 1928                                                              |                    |                  |
| Wohn-/Geschäftshäuser (Teile)                                                   | Wohn-/Geschäftshäuser (Teile)                                                   | Theaterstraße 31, 33 Karte                                  | |                                                                   |                    |                  |
| Wohn- / Geschäftshaus                                                           | Wohn- / Geschäftshaus                                                           | Theaterstraße 46 Karte                                      | |                                                                   |                    |                  |
| Wohn- / Geschäftshaus (Teile)                                                   | Wohn- / Geschäftshaus (Teile)                                                   | Theaterstraße 47 Karte                                      | |                                                                   |                    |                  |
| Wohn-/Geschäftshäuser                                                           | Wohn-/Geschäftshäuser                                                           | Theaterstraße 49, 51 Karte                                  | |                                                                   |                    |                  |
| Wohn- / Geschäftshaus                                                           | Wohn- / Geschäftshaus                                                           | Theaterstraße 55 Karte                                      | |                                                                   |                    |                  |
| Wohn- und Geschäftshäuser; Nr. 67: „Haus Matthéy“                               | Wohn- und Geschäftshäuser; Nr. 67: „Haus Matthéy“                               | Theaterstraße 65, 67, 69 Karte                              | Haus Matthéy erbaut nach Plänen von Adam Franz Friedrich Leydel | 1834                                                              |                    |                  |
| Wohn- / Geschäftshaus                                                           | Wohn- / Geschäftshaus                                                           | Theaterstraße 75 Karte                                      | |                                                                   |                    |                  |
| Wohn- / Geschäftshaus                                                           | Wohn- / Geschäftshaus                                                           | Theaterstraße 83 Karte                                      | |                                                                   |                    |                  |
| Wohn- / Geschäftshaus                                                           | Wohn- / Geschäftshaus                                                           | Theaterstraße 86 Karte                                      | |                                                                   |                    |                  |
| Wohn- / Geschäftshaus (Teile)                                                   | Wohn- / Geschäftshaus (Teile)                                                   | Theaterstraße 88 Karte                                      | Neubau nach Plänen von Wilhelm Rosen des zerstörten Vorgängerbaus aus dem Jahr 1840; originalgetreue Translozierung des Nachbarhauses Nr. 90, da eigene Bauelemente nicht mehr verwendbar waren | 1976                                                              |                    |                  |
| Straßenmosaikpflaster                                                           | Straßenmosaikpflaster                                                           | Theaterstraße Karte                                         | |                                                                   |                    |                  |
| Wohnhaus                                                                        | Wohnhaus                                                                        | Theresienstraße 4                                           | |                                                                   |                    |                  |
| Wohnhaus                                                                        | Wohnhaus                                                                        | Theresienstraße 9 Karte                                     | |                                                                   |                    |                  |
| Wohnhaus                                                                        | Wohnhaus                                                                        | Theresienstraße 13                                          | |                                                                   |                    |                  |
| Wohnhaus                                                                        | Wohnhaus                                                                        | Theresienstraße 19 Karte                                    | |                                                                   |                    |                  |
| Wohnhäuser                                                                      | Wohnhäuser                                                                      | Theresienstraße 22, 24, 26 Karte                            | |                                                                   |                    |                  |
| Wohnhäuser                                                                      | Wohnhäuser                                                                      | Thomashofstraße 9, 11, 13 Karte                             | |                                                                   |                    |                  |
| Wohnhäuser                                                                      | Wohnhäuser                                                                      | Thomashofstraße 15, 17 Karte                                | |                                                                   |                    |                  |
| Wohnhäuser                                                                      | Wohnhäuser                                                                      | Thomashofstraße 19, 21 Karte                                | |                                                                   |                    |                  |
| Wohnhäuser                                                                      | Wohnhäuser                                                                      | Thomashofstraße 23, 25, 27 Karte                            | |                                                                   |                    |                  |
| Wohnhaus                                                                        | Wohnhaus                                                                        | Thomashofstraße 31 Karte                                    | |                                                                   |                    |                  |
| Wohnhäuser                                                                      | Wohnhäuser                                                                      | Thomashofstraße 54, 56 Karte                                | |                                                                   |                    |                  |
| Wohnhäuser                                                                      | Wohnhäuser                                                                      | Thomashofstraße 60 Karte                                    | |                                                                   |                    |                  |
| „Gut Tönnesrath“                                                                | „Gut Tönnesrath“                                                                | Tönnesrather Weg 16–18 Karte                                | zuvor unbedeutender Lehmfachwerkbau; Neubau nach Plänen von Ludwig Schönegeld als quadratische vierflügelige Hofanlage; Wohnhaus zweigeschossig mit 9:2 Achsen, die drei Mittelachsen risalitartig vorgezogen und übergiebelt, Hofeinfahrt mit Blausteinportal und von ionischen Pilastern flankier | 1817/1818                                                         |                    |                  |
| Pfarrheim St. Paul                                                              | Pfarrheim St. Paul                                                              | Trichtergasse 3 Karte                                       | |                                                                   |                    |                  |
| Wohnhaus                                                                        | Wohnhaus                                                                        | Trichtergasse 4 Karte                                       | Erbaut während der ersten Hälfte des 19. Jahrhunderts - dreigeschossiges Haus in 4 Achsen, Backstein. Erdgeschoss und Fenstergewände in Blaustein; Erdgeschoss nachträglich verändert worden (samt Toreinfahrt, alt-Zustand über der Einfahrt noch angedeutet erkennbar). |                                                                   | 30. September 1982 | 05334002 A 00692 |
| Wohnhaus                                                                        | Wohnhaus                                                                        | Trichtergasse 6 Karte                                       | |                                                                   |                    |                  |
| Wohnhaus                                                                        | Wohnhaus                                                                        | Trichtergasse 8 Karte                                       | |                                                                   |                    |                  |
| Wohnhaus                                                                        | Wohnhaus                                                                        | Trichtergasse 16 Karte                                      | |                                                                   |                    |                  |
| Wohnhaus                                                                        | Wohnhaus                                                                        | Trichtergasse 18 Karte                                      | |                                                                   |                    |                  |
| Wohnhaus                                                                        | Wohnhaus                                                                        | Trichtergasse 20 Karte                                      | |                                                                   |                    |                  |
| Wohnhaus (Teile)                                                                | Wohnhaus (Teile)                                                                | Turmstraße 180 Karte                                        | |                                                                   |                    |                  |
| Remise                                                                          | Remise                                                                          | Turmstraße 184 Karte                                        | |                                                                   |                    |                  |
| Wohnhäuser                                                                      | Wohnhäuser                                                                      | Ungarnstraße 2, 4, 6 Karte                                  | |                                                                   |                    |                  |
| Wohnhäuser                                                                      | Wohnhäuser                                                                      | Ungarnstraße 10 Karte                                       | |                                                                   |                    |                  |
| „Maria im Tann“ – Haus der Jugendberufshilfe                                    | „Maria im Tann“ – Haus der Jugendberufshilfe                                    | Unterer Backertsweg 6 Karte                                 | Erbaut nach Plänen von Stadtbaumeister Joseph Laurent als Genesungsheim für Männer und Frauen, danach Kinder- und Jugendheim | 1906–1909                                                         |                    |                  |
| „Maria im Tann“ – Zentrum für Kinder-, Jugend- und Familienhilfe                | „Maria im Tann“ – Zentrum für Kinder-, Jugend- und Familienhilfe                | Unterer Backertsweg 7 Karte                                 | Erbaut nach Plänen von Stadtbaumeister Joseph Laurent als Genesungsheim für Männer und Frauen; Kinder- und Jugendheim | 1906–1909                                                         |                    |                  |
| Pfarrhaus St. Foillan                                                           | Pfarrhaus St. Foillan                                                           | Ursulinerstraße 1 Karte                                     | zweigeschossiges fünfachsiges Traufenhaus, rotgeschlämmter Backstein, mittig zweiflügelige Toreinfahrt, Blausteingliederug | 2. Hälfte 17. Jahrhundert; Umgestaltung im frühen 19. Jahrhundert |                    |                  |
| Wohn- / Geschäftshaus                                                           | Wohn- / Geschäftshaus                                                           | Ursulinerstraße 21 Karte                                    | |                                                                   |                    | 05334002 A 01984 |
| Wohn- / Geschäftshaus                                                           | Wohn- / Geschäftshaus                                                           | Ursulinerstraße 23 Karte                                    | |                                                                   |                    | 05334002 A 02563 |
| Wohn- / Geschäftshaus                                                           | Wohn- / Geschäftshaus                                                           | Ursulinerstraße 25 Karte                                    | |                                                                   |                    | 05334002 A 03276 |
| Wohnhaus                                                                        | Wohnhaus                                                                        | Vaalser Straße 1–3 Karte                                    | |                                                                   |                    |                  |
| Wohnhaus (Teile)                                                                | Wohnhaus (Teile)                                                                | Vaalser Straße 5 Karte                                      | |                                                                   |                    |                  |
| Wohnhäuser                                                                      | Wohnhäuser                                                                      | Vaalser Straße 7, 9 Karte                                   | |                                                                   |                    |                  |
| Wohnhaus (Teile)                                                                | Wohnhaus (Teile)                                                                | Vaalser Straße 8 Karte                                      | |                                                                   |                    |                  |
| Wohnhaus                                                                        | Wohnhaus                                                                        | Vaalser Straße 13 Karte                                     | |                                                                   |                    |                  |
| Wohnhaus                                                                        | Wohnhaus                                                                        | Vaalser Straße 15 Karte                                     | |                                                                   |                    |                  |
| Gebäude                                                                         | Gebäude                                                                         | Vaalser Straße 37–43 Karte                                  | |                                                                   |                    |                  |
| Wohnhaus (Teile)                                                                | Wohnhaus (Teile)                                                                | Vaalser Straße 47 Karte                                     | |                                                                   |                    |                  |
| Wohnhaus                                                                        | Wohnhaus                                                                        | Vaalser Straße 51 Karte                                     | |                                                                   |                    |                  |
| Wohnhäuser                                                                      | Wohnhäuser                                                                      | Vaalser Straße 53, 55 Karte                                 | | 1904                                                              |                    |                  |
| Wohnhaus                                                                        | Wohnhaus                                                                        | Vaalser Straße 70 Karte                                     | |                                                                   |                    |                  |
| Wohnhäuser                                                                      | Wohnhäuser                                                                      | Vaalser Straße 78, 80, 82, 84 Karte                         | |                                                                   |                    |                  |
| Wohnhäuser                                                                      | Wohnhäuser                                                                      | Vaalser Straße 92, 94, 96, 98, 100 Karte                    | |                                                                   |                    |                  |
| Wohnhäuser                                                                      | Wohnhäuser                                                                      | Vaalser Straße 97, 99 Karte                                 | |                                                                   |                    |                  |
| Wohnhäuser                                                                      | Wohnhäuser                                                                      | Vaalser Straße 110, 112 Karte                               | |                                                                   |                    |                  |
| Wohnhäuser                                                                      | Wohnhäuser                                                                      | Vaalser Straße 111, 111a Karte                              | |                                                                   |                    |                  |
| Wohnhaus                                                                        | Wohnhaus                                                                        | Vaalser Straße 117 Karte                                    | |                                                                   |                    |                  |
| Wohnhäuser                                                                      | Wohnhäuser                                                                      | Vaalser Straße 118, 120 Karte                               | |                                                                   |                    |                  |
| Wohnhäuser                                                                      | Wohnhäuser                                                                      | Vaalser Straße 119a, 121, 121a, 123 Karte                   | |                                                                   |                    |                  |
| Wohnhäuser                                                                      | Wohnhäuser                                                                      | Vaalser Straße 122 Karte                                    | |                                                                   |                    |                  |
| Wohnhäuser                                                                      | Wohnhäuser                                                                      | Vaalser Straße 146, 148 Karte                               | |                                                                   |                    |                  |
| Wohnhäuser                                                                      | Wohnhäuser                                                                      | Vaalser Straße 154 (Teile), 156, 158, 160 (Teile) Karte     | |                                                                   |                    |                  |
| Wohnhaus                                                                        | Wohnhaus                                                                        | Vaalser Straße 157 Karte                                    | |                                                                   |                    |                  |
| Wohnhäuser                                                                      | Wohnhäuser                                                                      | Vaalser Straße 164 Karte                                    | |                                                                   |                    |                  |
| Wohnhäuser                                                                      | Wohnhäuser                                                                      | Veltmanplatz 12, 13 Karte                                   | |                                                                   |                    |                  |
| Wohnhaus                                                                        | Wohnhaus                                                                        | Veltmanplatz 17 Karte                                       | 8:7:6-achsiges, 3½-geschossiges Eckhaus mit Rautenfries unter der Traufe des Walmdaches. Architekt: Radermacher. zweigeschossiger Erker auf der Seite zum Veltmanplatz mit darüber liegendem Austritt in Richtung Hermannstraße sowie dreigeschossiger Erker zur geplanten, aber nicht ausgeführten Sachsenstraße. Der Dachausbau ist nach Kriegsschaden verändert, auch der Eingangsbereich mit Marmorverkleidung stammt aus der Wiederaufbauzeit.                                                       | 1937                                                              |                    | 3548             |
| Wohnhaus                                                                        | Wohnhaus                                                                        | Vereinsstraße 9 Karte                                       | |                                                                   |                    |                  |
| Wohnhaus                                                                        | Wohnhaus                                                                        | Vereinsstraße 10 Karte                                      | |                                                                   |                    |                  |
| Wohnhaus                                                                        | Wohnhaus                                                                        | Vereinsstraße 19 Karte                                      | |                                                                   |                    |                  |
| Wohnhaus                                                                        | Wohnhaus                                                                        | Wallstraße 9 Karte                                          | |                                                                   |                    |                  |
| Wohnhaus                                                                        | Wohnhaus                                                                        | Wallstraße 23 Karte                                         | |                                                                   |                    |                  |
| Wohnhaus                                                                        | Wohnhaus                                                                        | Wallstraße 46 Karte                                         | |                                                                   | 26. Oktober 1983   | 05334002 A 02437 |
| Wohnhaus                                                                        | Wohnhaus                                                                        | Wallstraße 48 Karte                                         | |                                                                   | 22. April 1983     | 05334002 A 01591 |
| Wohnhaus                                                                        | Wohnhaus                                                                        | Wallstraße 50 Karte                                         | |                                                                   | 6. Juli 1983       | 05334002 A 01959 |
| Wohnhaus                                                                        | Wohnhaus                                                                        | Wallstraße 55 Karte                                         | |                                                                   |                    |                  |
| Wohnhaus                                                                        | Wohnhaus                                                                        | Wallstraße 59 Karte                                         | |                                                                   |                    |                  |
| Gebäude                                                                         | Gebäude                                                                         | Weberstraße 34–42                                           | |                                                                   |                    |                  |
| Wohnhäuser                                                                      | Wohnhäuser                                                                      | Weberstraße 37, 39 Karte                                    | |                                                                   |                    |                  |
| Wohnhaus                                                                        | Wohnhaus                                                                        | Wespienstraße 2 Karte                                       | |                                                                   |                    |                  |
| Wohnhaus                                                                        | Wohnhaus                                                                        | Wespienstraße 26 Karte                                      | |                                                                   |                    |                  |
| Wohnhäuser                                                                      | Wohnhäuser                                                                      | Wespienstraße 27, 29 Karte                                  | |                                                                   |                    |                  |
| Wohnhaus                                                                        | Wohnhaus                                                                        | Wespienstraße 32 Karte                                      | |                                                                   |                    |                  |
| Wohnhaus                                                                        | Wohnhaus                                                                        | Wilhelmstraße 2 Karte                                       | |                                                                   |                    |                  |
| Wohnhaus                                                                        | Wohnhaus                                                                        | Wilhelmstraße 12 Karte                                      | |                                                                   |                    |                  |
| Wohnhäuser                                                                      | Wohnhäuser                                                                      | Wilhelmstraße 14, 16 Karte                                  | Nr. 14 erbaut für den Zigarrenfabrikanten Servais Querinjean (1835–1911) | 1897                                                              |                    |                  |
| Villa Cassalette                                                                | Villa Cassalette                                                                | Wilhelmstraße 18 Karte                                      | Dreigeschossige Stadtvilla in fünf Achsen, Architekt Eduard Linse; 1900/01 Erweiterung durch einen rückwärtigen zweigeschossigen, fünfachsigen Gebäudeteil inklusive Oberlichtsälen nach Plänen von Stadtbaumeister Joseph Laurent; Werksteinfassade aus Sandstein im Stil eines Palazzo der venetianischen Renaissance; hohes Sockelgeschoss mit Toreinfahrt, in der linken Achse darüber zwei Obergeschosse mit waagerechten Brüstungsbändern gegliedert und einem Mittelbalkon im ersten Obergeschoss< | 1883–1888                                                         |                    |                  |
| Wohnhaus                                                                        | Wohnhaus                                                                        | Wilhelmstraße 17 Karte                                      | |                                                                   |                    |                  |
| Wohnhäuser                                                                      | Wohnhäuser                                                                      | Wilhelmstraße 24 Karte                                      | |                                                                   |                    |                  |
| Wohnhäuser                                                                      | Wohnhäuser                                                                      | Wilhelmstraße 27, 29 Karte                                  | |                                                                   |                    |                  |
| Wohnhaus                                                                        | Wohnhaus                                                                        | Wilhelmstraße 31                                            | |                                                                   |                    |                  |
| Wohnhäuser                                                                      | Wohnhäuser                                                                      | Wilhelmstraße 33, 35                                        | |                                                                   |                    |                  |
| Wohnhaus (Teile)                                                                | Wohnhaus (Teile)                                                                | Wilhelmstraße 34 Karte                                      | straßenseitige Fassade (außer 4. Obergeschoss), Eingang und Treppenhaus |                                                                   |                    |                  |
| Wohnhaus                                                                        | Wohnhaus                                                                        | Wilhelmstraße 41 Karte                                      | |                                                                   |                    |                  |
| Wohnhäuser                                                                      | Wohnhäuser                                                                      | Wilhelmstraße 60, 62 Karte                                  | |                                                                   |                    |                  |
| Wohnhäuser                                                                      | Wohnhäuser                                                                      | Wilhelmstraße 61–63, 65, 67 Karte                           | |                                                                   |                    |                  |
| Wohnhaus                                                                        | Wohnhaus                                                                        | Wilhelmstraße 68 Karte                                      | |                                                                   |                    |                  |
| Wohnhäuser                                                                      | Wohnhäuser                                                                      | Wilhelmstraße 71, 73                                        | |                                                                   |                    |                  |
| Wohnhäuser (Teile)                                                              | Wohnhäuser (Teile)                                                              | Wilhelmstraße 75, 77 Karte                                  | |                                                                   |                    |                  |
| Wohnhäuser                                                                      | Wohnhäuser                                                                      | Wilhelmstraße 78, 80                                        | |                                                                   |                    |                  |
| Wohnhaus                                                                        | Wohnhaus                                                                        | Wilhelmstraße 79                                            | |                                                                   |                    |                  |
| Wohnhaus (Teile)                                                                | Wohnhaus (Teile)                                                                | Wilhelmstraße 82                                            | |                                                                   |                    |                  |
| Wohnhaus                                                                        | Wohnhaus                                                                        | Wilhelmstraße 86 Karte                                      | |                                                                   |                    |                  |
| Wohnhäuser                                                                      | Wohnhäuser                                                                      | Wilhelmstraße 87, 89, 91 Karte                              | |                                                                   |                    |                  |
| Wohnhaus                                                                        | Wohnhaus                                                                        | Wirichsbongardstraße 10 Karte                               | |                                                                   |                    |                  |
| Hochbunker                                                                      | Hochbunker                                                                      | Wittekindstraße 1 Karte                                     | Dreigeschossiger Hochbunker auf fünfeckigem Grundriss. Erbaut nach einem Entwurf des Finanzbauamtes und diente bis 1948 als Notunterkunft. Heutige Nutzung als Musikbunker | 1941–1943                                                         |                    |                  |
| Bergbaugebäude der RWTH Aachen                                                  | Bergbaugebäude der RWTH Aachen                                                  | Wüllnerstraße 2 Karte                                       | erbaut von Regierungsbaumeister Mennicke und Kreisbauinspektor Morit, Figurenreliefs von Karl Krauß | 1894–1897                                                         |                    |                  |
| Lehrbuchsammlung Hochschulbibliothek der RWTH Aachen und Institut für Statistik | Lehrbuchsammlung Hochschulbibliothek der RWTH Aachen und Institut für Statistik | Wüllnerstraße 3 Karte                                       | erbaut nach Plänen von Karl Henrici; weiß geschlämmter Bau mit Sandsteinelementen; bis 1975 Germanistisches Institut | 1898–1900                                                         |                    |                  |
| Audimax der RWTH Aachen                                                         | Audimax der RWTH Aachen                                                         | Wüllnerstraße 9 Karte                                       | errichtet als Stahlskelettbau auf einem ehemaligen Eisenbahngelände nach Plänen von Oberregierungs- und Baurat Karl Schlüter; Verbindung von traditionalistischer Schwere mit einer großen Transparenz | 1954                                                              |                    |                  |